# Shoreham (Vermont)
Shoreham – miasto w Stanach Zjednoczonych, w stanie Vermont, w hrabstwie Addison.